# Peter Weir
Peter Lindsay Weir (Sydney, 21 de agosto de 1944) é um diretor de cinema e roteirista australiano.
Em 2022, Peter recebeu o Oscar Honorário por ser "um diretor de habilidade e talento consumados, cujo trabalho nos lembra o poder do filme de revelar toda a gama da experiência humana".

## Biografia
Depois de uma educação tradicional, Weir estudou Arte e Direito na Universidade de Sydney. Interrompeu os estudos para fazer uma viagem à Europa e, quando voltou à Austrália, estava determinado a trabalhar no mundo do espetáculo. Assim, em 1967, ingressou na televisão e aí foi-lhe dada uma oportunidade para realizar dois pequenos filmes que tiveram grande sucesso. Em 1971 foi-lhe confiada a realização de Michael, que fazia parte de um filme de três episódios intitulado Three to go. Mas só em 1974 conseguiria dirigir a sua primeira longa-metragem (The Cars That Ate Paris) e, no ano seguinte, realizaria o filme que o haveria de tornar conhecido em todo o mundo: Picnic at Hanging Rock. O seu primeiro filme realizado nos Estados Unidos foi A Testemunha, em 1985.

## Filmografia

### Como diretor
- 2010 - The Way Back (br: Caminho da Liberdade)
- 2003 - Master and Commander: The Far Side of the World (br: Mestre dos mares — pt: Master & Commander - O lado longínquo do mundo)
- 1998 - The Truman Show (br: O show de Truman - O show da vida — pt: A vida em directo)
- 1993 - Fearless (br / pt: Sem medo de viver)
- 1990 - Green Card (br: Green Card - Passaporte para o amor — pt: Casamento por Conveniência)
- 1989 - Dead Poets Society (br: Sociedade dos poetas mortos — pt: O Clube dos Poetas Mortos)
- 1986 - The Mosquito Coast (br: A costa do mosquito — pt: A Costa de Mosquito)
- 1985 - Witness (br/ pt: A Testemunha)
- 1982 - The Year of Living Dangerously (br: O ano que vivemos em perigo — pt: O ano de todos os perigos)
- 1981 - Gallipoli (br / pt: Gallipoli)
- 1979 - The Plumbe' (br: O encanador — pt:) (televisão)
- 1977 - The Last Wave (pt: A Última Vaga)
- 1975 - Picnic at Hanging Rock (br: Picnic na montanha misteriosa — pt: Picnic em Hanging Rock)
- 1974 - The Cars That Ate Paris
- 1971 - Three to Go (episódio Michael)
- 1971 - Homesdale

### Como roteirista
- 2003 - Master and Commander: The Far Side of the World
- 1990 - Green Card
- 1982 - The Year of Living Dangerously
- 1981 - Gallipoli
- 1979 - The Plumber (televisão)
- 1977 - The Last Wave
- 1974 - The Cars That Ate Paris
- 1973 - The Very Best of The Aunty Jack Show(televisão)
- 1971 - Three to Go (episódio Michael)
- 1971 - Homesdale

## Trabalhos na televisão
- Man on Green Bike (1969)
- The Plumber (1978)
- Escola Wayside (2005)

## Prêmios e indicações
Oscar (EUA)
- Recebeu quatro indicações na categoria de "Melhor Diretor", por A testemunha, Sociedade dos poetas mortos, O show de Truman - O show da vida e Mestre dos mares.
- Recebeu uma indicação na categoria de "Melhor Filme" por Mestre dos mares.
- Recebeu uma indicação na categoria de "Melhor Roteiro Original" por Green Card - Passaporte para o amor.

Globo de Ouro (EUA)
- Recebeu quatro indicações na categoria de "Melhor Diretor", por A testemunha, Sociedade dos poetas mortos, O show de Truman - O show da vida e Mestre dos mares.
- Venceu na categoria de "Melhor Filme de Comédia ou Musical" por Green Card - Passaporte para o amor

BAFTA (Reino Unido)
- Recebeu três indicações na categoria de "Melhor Diretor", por Sociedade dos poetas mortos, O show de Truman - O show da vida e Mestre dos mares;  venceu por O show de Truman - O show da vida e Mestre dos mares.
- Recebeu uma indicação na categoria de "Melhor Filme" por Mestre dos mares.
- Recebeu uma indicação na categoria de "Melhor Roteiro Original" por Green Card - Passaporte para o amor.

César (França)
- Venceu na categoria de "Melhor Filme Estrangeiro", por Sociedade dos poetas mortos.

## Curiosidades
Peter Weir fez a voz do Sr. Kidswatter no episódio piloto de Wayside.